# Literaturjahr 1759
Liste der Literaturjahre

◄◄ | 1756 | 1758 | Literaturjahr 1759 | 1760 | 1761 | 1762 | 1763 | ► | ►►

Weitere Ereignisse
Dieser Artikel behandelt das Literaturjahr 1759.

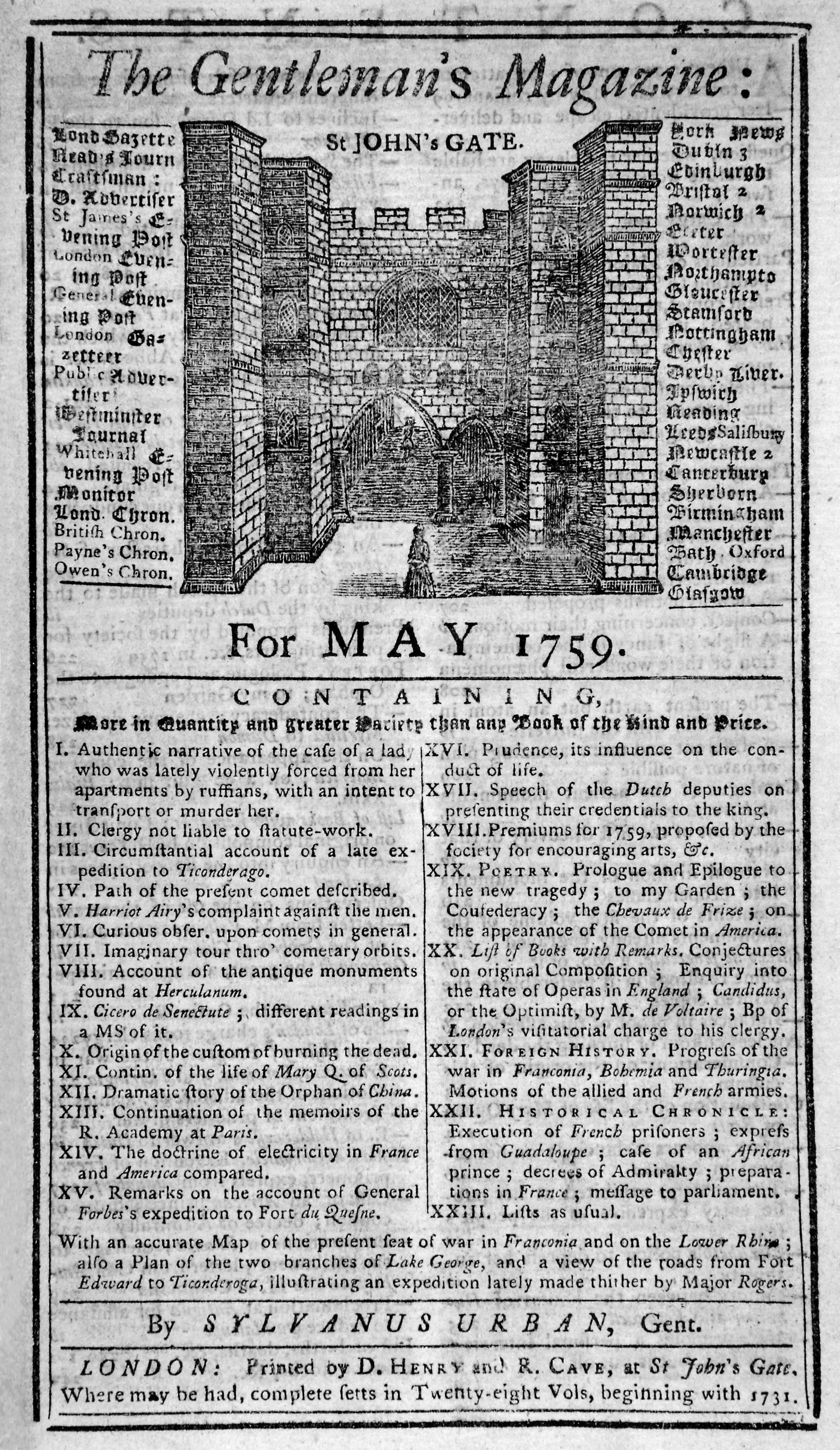
The Gentleman's Magazine, Mai 1759

## Ereignisse

### Prosa

#### Frankreich
Voltaire veröffentlicht in Genf unter einem Pseudonym die satirische Novelle Candide oder der Optimismus, die in Frankreich sofort von der Zensur verboten wird. Diese Satire wendet sich unter anderem gegen die optimistische Weltanschauung Gottfried Wilhelm Leibniz’, der die beste aller möglichen Welten postulierte. Voltaire propagiert Skeptizismus und Pessimismus, die Leibniz’ Postulat in den Kontext der Zeit rücken (Erdbeben von Lissabon 1755, Siebenjähriger Krieg) und in Frage stellen. Mit Witz und Ironie prangert Voltaire in seinem „conte philosophique“ den überheblichen Adel, die kirchliche Inquisition, Krieg und Sklaverei an und verspottet die naive Utopie des einfachen Mannes von einem sorglosen Leben. 

#### England
Die ersten beiden Bände des neunteiligen Romans The Life and Opinions of Tristram Shandy, Gentleman von Laurence Sterne erscheinen. Das Werk gilt als Vorläufer der experimentellen Literatur und ist ein Vorreiter der später von August Wilhelm Schlegel als romantische Ironie bezeichneten Schreibweise. 
Samuel Johnson veröffentlicht den politisch-lehrhaften Roman History of Rasselas, Prince of Abyssinia.
Die englische Schriftstellerin Sarah Fielding veröffentlicht den Roman The History of the Countess of Dellwyn.

### Drama
Gotthold Ephraim Lessing verfasst das Trauerspiel Philotas.
Die Komödie La Femme qui a raison von Voltaire erscheint zehn Jahre nach ihrer Uraufführung im Druck.

### Übersetzungen
Die erste deutsche Übersetzung von Montesquieus Persischen Briefen durch Christian Ludwig von Hagedorn erscheint unter dem Titel Des Herrn de Montesquiou [sic!] Persianische Briefe in Frankfurt und Leipzig.

### Wissenschaftliche Werke
- 23. Januar: Das französische Parlament verurteilt Helvétius De l'esprit (Vom Geist) und die Encyclopédie.
- 4. März: Die Encyclopédie ou Dictionnaire raisonné des sciences, des arts et des métiers von Denis Diderot wird auf den kirchlichen Index Librorum Prohibitorum gesetzt. Daraufhin ziehen sich mehrere Mitarbeiter, darunter Turgot und Marmontel, von dem Projekt zurück. Auch Mitherausgeber Jean-Baptiste le Rond d’Alembert zieht sich aus dem Projekt zurück.

- Robert Symmer veröffentlicht seine chiliastische Theorie der Elektrizität (mit der Fluidumshypothese).

## Geboren
- 25. Januar: Robert Burns, schottischer Schriftsteller und Poet († 1796)
- 28. Januar: Friedrich Ludwig Wilhelm Meyer,  deutscher Jurist, Gelehrter, Bibliothekar, Publizist und Bühnenschriftsteller († 1840)
- 1. Februar: Karl Friedrich Hensler, österreichischer Theaterdirektor († 1825)

- 19. April: August Wilhelm Iffland, deutscher Schauspieler, Theaterdirektor und Dramatiker († 1814)
- 27. April: Mary Wollstonecraft, englische Schriftstellerin und Frauenrechtlerin († 1797)

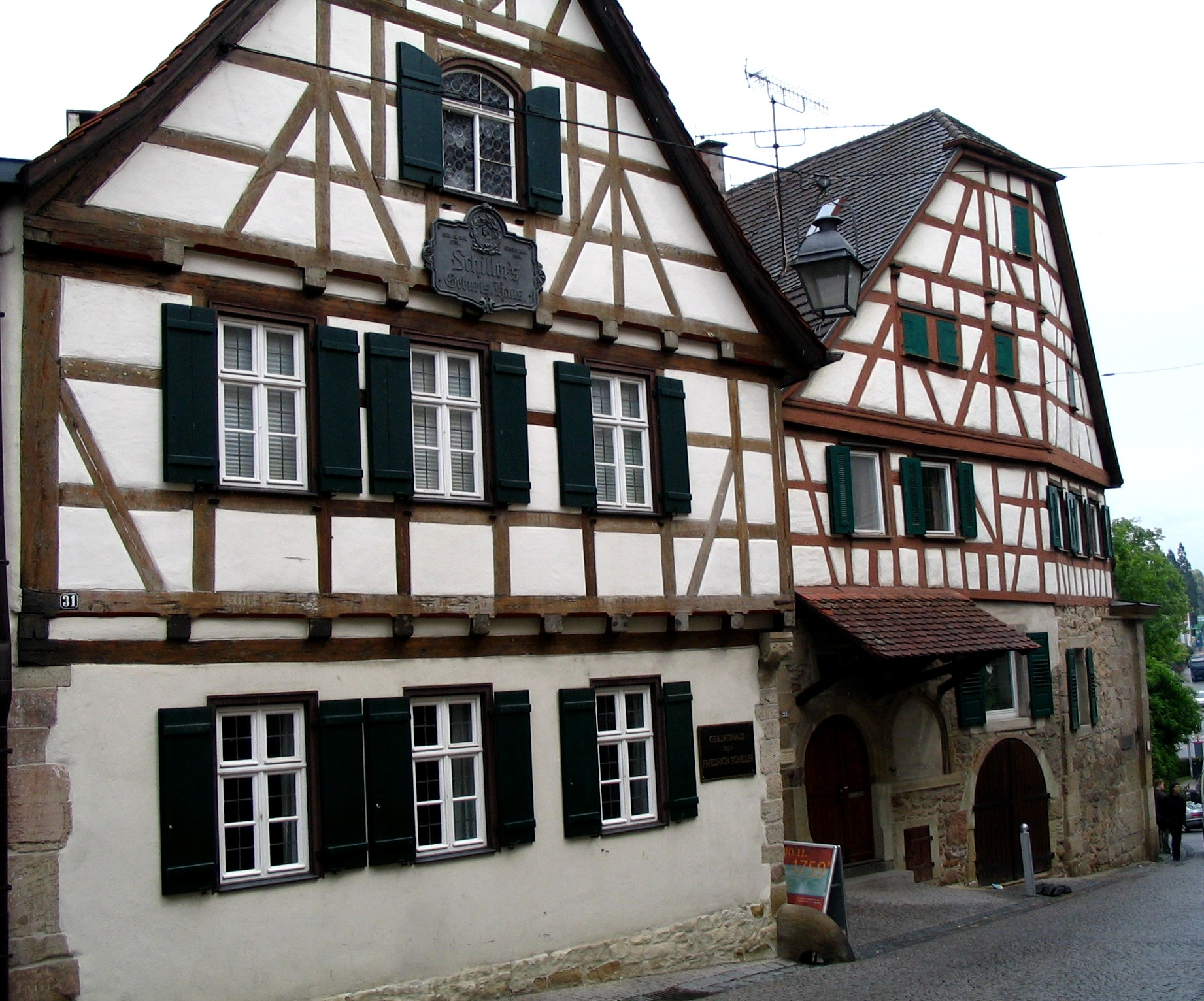
Schillers Geburtshaus in Marbach am Neckar

- 10. November: Friedrich Schiller, deutscher Dichter, Dramatiker und Historiker († 1805)

## Gestorben
- 12. Juni: William Collins, englischer Dichter (* 1721)
- 7. August: Georg Wilhelm Kirchmaier, preußischer Philosoph, Rhetoriker, Sprachwissenschaftler (* 1673)
- 24. August: Ewald Christian von Kleist, preußischer Dichter und Offizier (* 1715)

- Hattori Nankaku, japanischer Dichter und Maler (* 1683)